# Anax bangweuluensis
Anax bangweuluensis – gatunek ważki z rodziny żagnicowatych (Aeshnidae).